# PC8 Rote Erde-Radweg
De PC8 Rote Erde-Radweg (Rode aardefietsroute of PC8 de la Terre Rouge) is een lange afstandsfietsroute (Piste Cycable) van het Luxemburgse nationale fietsroutenetwerk in Luxemburg. De route start is in Bettembourg en daarna voert de route door het uiterste zuiden van Luxemburg waar vroeger veel industrie voorkwam en ijzererts werd gewonnen, wat weer verwijst naar de rode aarde. Het traject is bewegwijzerd in twee richtingen. 

## Traject
In Bettembourg sluit de route aan op de PC6 Drei Länder-Radweg welke parallel meeloopt tot Schifflange. In Bettembourg is ook een aansluiting met de PC10 François Faber.
De route gaat door de bezienswaardige plaats Esch-sur-Alzette en in eindpunt Sanem kan worden aangesloten op de PC6.

## Aansluitingen met andere routes
- In Bettembourg kan worden aangesloten op de PC6 Drei Länder-Radweg en de PC10 François Faber.
- In Sanem kan worden aangesloten op de PC6 Drei Länder-Radweg.